# Chris O'Grady
Pour le joueur de baseball, voir Chris O'Grady (baseball).
Christopher James O'Grady, connu sous le nom de Chris O'Grady, est un footballeur anglais, né le 25 janvier 1986 à Nottingham, en Angleterre. Il évolue au poste d'attaquant.

## Biographie
Le 23 janvier 2010, lors d'un match de Football League Two (4e division) face à Cheltenham, il inscrit 3 buts.
Le 18 juillet 2014, il rejoint le club de Brighton & Hove Albion, équipe évoluant en Championship (2e division).
Le 16 juillet 2016, il est prêté à Burton Albion pour une saison.
Le 29 juin 2017, il rejoint Chesterfield.
Le 30 juillet 2018, il rejoint Oldham Athletic.